# 581-ша фольксгренадерська дивізія (Третій Рейх)
581-ша фольксгренадерська дивізія (Третій Рейх) (нім. 581. Volksgrenadier-Division) — піхотна дивізія народного ополчення (фольксгренадери) вермахту за часів Другої світової війни.

## Історія
581-ша фольксгренадерська дивізія сформована 25 серпня 1944 року в ході 32-ї хвилі мобілізації поблизу Фленсбурга силами X військового округу. Але вже 21 вересня 1944 року її частини пішли на доукомплектування 352-ї фольксгренадерської дивізії.

## Райони бойових дій
- Німеччина (серпень — вересень 1944)

## Командування

### Склад
| 1944                                      |
| ----------------------------------------- |
| 1203-й гренадерський полк                 |
| 1204-й гренадерський полк                 |
| 1205-й гренадерський полк                 |
| 1581-й артилерійський полк                |
| 1581-ша рота зв'язку                      |
| 1581-ше дивізійне управління забезпечення |